# Qualifizieren-Dimensionieren
Folgende Verbesserungen wären gut:

Vollprogramm --Crazy1880 17:07, 25. Mai 2010 (CEST)
 Qualifizieren-Dimensionieren („QD“) ist eine naturnahe Waldbaustrategie.
Ziel ist die Erzeugung  wertvollen Holzes im multifunktionalen Wald mit geringst möglichem Aufwand.

## Waldbauliche Orientierung
QD passt sich an natürliche Entwicklungsphasen von Waldstrukturen und Bäumen an und arbeitet nicht mit konstruierten Modellen.
Zur Bezeichnung der Phasen des Baumwachstums werden Begriffe verwendet, die wichtige waldbauliche Teilaufgaben auf dem Weg zum Wertholz charakterisieren.
Waldbauliche Maßnahmen sind auf Punktwirksamkeit ausgelegt und in die natürliche Dynamik der Wälder eingepasst, es erfolgen keine flächenhaften Eingriffe.
Ziel und Markenzeichen von QD sind Bäume, deren mächtige Kronen unmittelbar oberhalb des Wertstammes ansetzen. Diese Wertstämme sollen zum Erntezeitpunkt über mindestens 20 cm breite, astfreie Holzmäntel mit Längen von etwa 25 % der dann erreichten Baumhöhen verfügen.

## Entwicklungsphasen
Die QD-Strategie unterscheidet aus waldwirtschaftlicher Sicht verschiedene Entwicklungsphasen. Diese sind durch Raumeroberung der Baumkronen, inner und zwischenartliche Konkurrenzsituationen und Anstrengungen zur Fortpflanzung gekennzeichnet.

### Etablierungsphase
Diese umfasst die ersten Lebensjahre der Bäume. Sie beginnt mit der Keimung des Samens bzw. der Pflanzung und endet, wenn sich der junge Baum definitiv im Vegetationsgefüge gegen konkurrierende Pflanzen durchgesetzt hat.

### Qualifizierungsphase
Sobald die jungen Bäume der Konkurrenzvegetation entwachsen sind und in einen intensiven Verdrängungswettbewerb zueinander eintreten beginnt die Qualifizierungsphase. Die Bäume wachsen nun immer rascher empor und das natürliche Aststerben setzt ein.
In der Qualifizierung fördert Dichtstand die natürliche Differenzierung, das Aststerben soll möglichst rasch voranschreiten.
Genügend gute und gleichzeitig supervitale Jungbäume sollen zu wertholzfähigen Bäumen heranwachsen. Ökologisch und ästhetisch wertvolle Bäume werden dabei gezielt berücksichtigt.

### Dimensionierungsphase
Sie setzt ein, wenn das Aststerben die gewünschte Höhe erreicht hat. Richtwert für den Einstieg in diese Phase ist eine grünastfreie Stammlänge von ca. 25 % der möglichen Endhöhe.
In der Dimensionierung sollen die natürlichen Anlagen zur Bildung des astfreien Wertholzes an den Auslesebäumen ganz entschieden zur Entfaltung gebracht werden. Diese sollen durch ihre waldbauliche Förderung zu dicken, stabilen Wertbäumen heranwachsen.
Die Auslesebäume werden nach den Kriterien Vitalität und Qualität ausgewählt und markiert. Die erforderlichen Abstände zwischen Auslesebäumen sind aus den Kronendurchmessern von erntereifen, großkronig erwachsenen Bäumen artspezifisch abgeleitet. Mit der Auswahl und Freistellung des Auslesebaumes ist unter Umständen eine Ästungsmaßnahme verbunden.
In der Dimensionierungsphase beschränken sich alle waldbaulichen Eingriffe ausschließlich auf die Entnahme der Bedränger am Auslesebaum.
Der zum Kronenausbau zur Verfügung stehende Zeitraum ist begrenzt !
Die Baumkrone wird dimensioniert und das Aststerben bis zur Ernte des Baumes zum Stillstand gebracht. Das Markenzeichen von QD ist eine dauerhaft angehaltene Kronenbasis.

### Reifephase
Nachdem ein Baum 75 – 80 % seiner Endhöhe überschritten
hat, tritt er in die Reifephase ein.
Sein Höhenwachstum lässt dann meist merklich nach und damit ist auch sein
Kronenausbreitungsvermögen nur noch gering. Nach Kronenberührungen zwischen
reifen Bäumen kommt es kaum mehr zu Aststerben. Diese Bäume haben sich
“arrangiert” und "vertragen sich miteinander".
Am Ende der Reifephase steht die Ernte von Wertholz, Bäume mit wichtigen Biotopeigenschaften (Biotop-, Alt- und Totholz) werden belassen. Zu diesem Zeitpunkt sollte die neue Waldgeneration bereits etabliert sein.

### Alter und Zerfall
Den entscheidenden Schritt zur Naturnähe in der Waldbewirtschaftung schafft die Einbeziehung der Alters- und Zerfallsphase. Hier vernetzt die QD-Strategie ihre wertholzorientierte Wirtschaftsweise mit dem Waldökosystem und seiner Artenfülle.